# Euoniticellus perniger
Euoniticellus perniger là một loài bọ cánh cứng trong họ Bọ hung (Scarabaeidae).